# Dipartimento di Unión
Unión è un dipartimento argentino, situato nella parte centro-orientale della provincia di Córdoba, con capoluogo Bell Ville.

## Geografia fisica
Esso confina a nord con il dipartimento di San Justo, ad est con quello di Marcos Juárez, a sud con il dipartimento di Presidente Roque Sáenz Peña e ad ovest con quelli di Juárez Celman e General San Martín.
Il dipartimento è suddiviso nelle seguenti pedanie: Ascasubi, Ballesteros, Bell Ville, Litín e Loboy.

## Società

### Evoluzione demografica
Secondo il censimento del 2001, su un territorio di 11.182 km², la popolazione ammontava a 100.247 abitanti, con un aumento demografico del 4,08% rispetto al censimento del 1991.

## Amministrazione
Nel 2001 il dipartimento comprendeva:
- 4 comuni (comunas in spagnolo):
  - Aldea Santa María
  - Ana Zumarán
  - Colonia Bremen
  - Villa Los Patos
- 23 municipalità (municipios in spagnolo):
  - Alto Alegre
  - Ballesteros
  - Ballesteros Sud
  - Bell Ville
  - Benjamín Gould
  - Canals
  - Chilibroste
  - Cintra
  - Colonia Bismarck
  - Idiazábal
  - Justiniano Posse
  - Laborde
  - Monte Leña
  - Monte Maíz
  - Morrison
  - Noetinger
  - Ordóñez
  - Pascanas
  - Pueblo Italiano
  - San Antonio de Litín
  - San Marcos Sud
  - Viamonte
  - Wenceslao Escalante